# Standseilbahn Zagreb

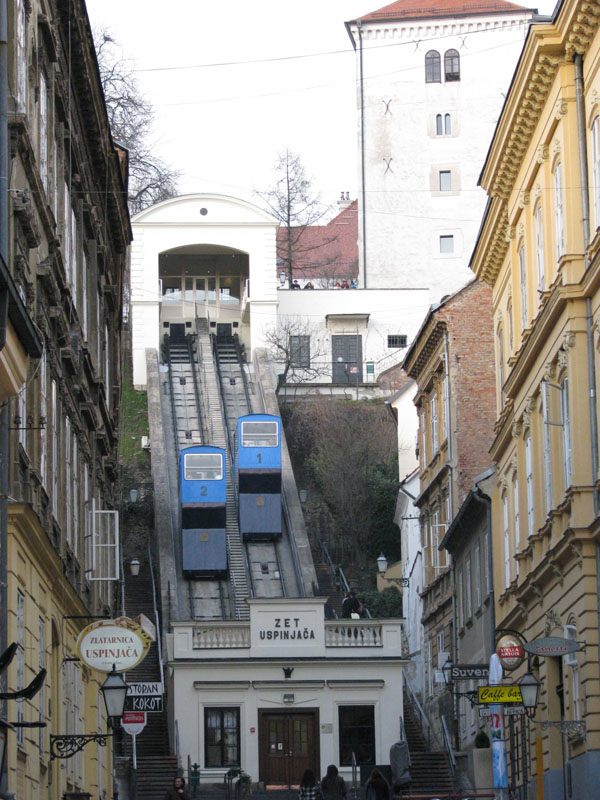
Standseilbahn Zagreb (2009)

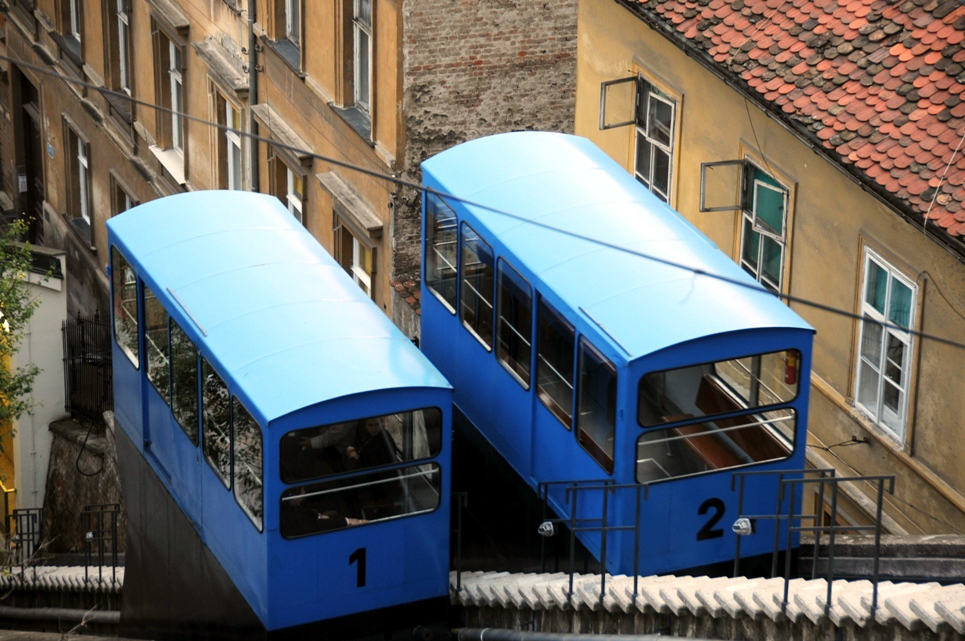
Die beiden Kabinen der Standseilbahn (2008)

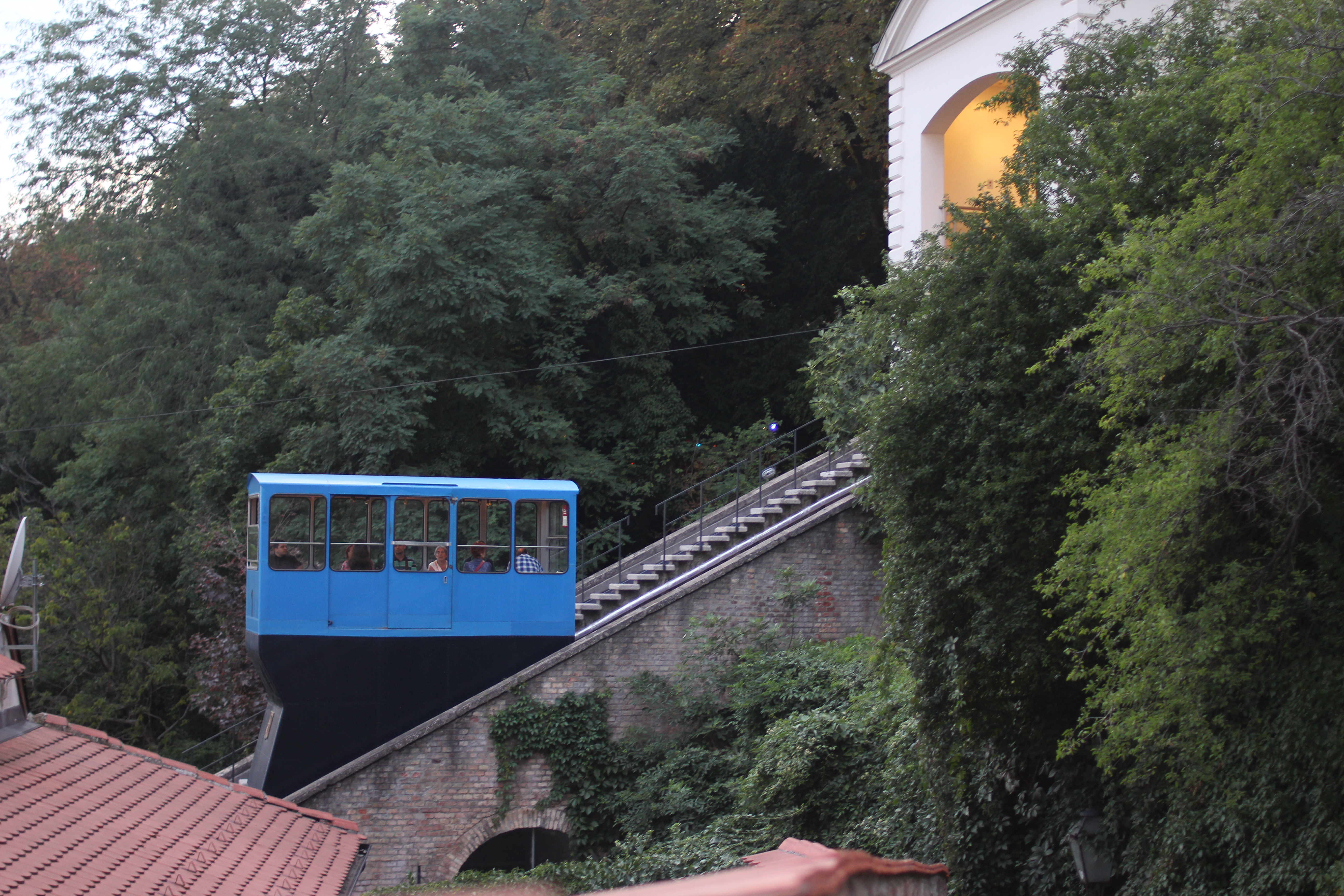
Kabine von der Seite aus gesehen (2011)

Die Standseilbahn Zagreb (kroatisch Zagrebačka uspinjača) wird vom kommunalen Verkehrsunternehmen Zagrebački električni tramvaj (ZET) betrieben, welches auch für die örtliche Straßenbahn sowie das städtische Autobusnetz zuständig ist. 

## Beschreibung
Die „Uspinjača“ beginnt in der Tomić-Straße, einer Sackgasse, die von der Ilica-Fußgängerzone der Unterstadt (Donji Grad) ausgeht. Sie endet am Strossmayerovo šetalište (der Strossmayerpromenade) in der Zagreber Oberstadt (Gornji Grad). Die Uspinjača ist mit 30,5 Höhenmetern auf 66 Metern Länge eine der kürzesten öffentlichen Verkehrs-Standseilbahnen der Welt. Die Seilbahn wurde ab 1890 erbaut und am 23. April 1893 in Betrieb genommen. Zunächst wurde sie mit Dampfmaschinen, ab 1934 mit elektrischen Motoren betrieben. Eine bedeutende Modernisierung des Antriebs und der Kabinen sowie großer Teile der Anlage erfolgte im Jahr 1974. Die Uspinjača mit ihren baulichen Anlagen und die meisten der technischen Gerätschaften stehen als Kulturdenkmal unter Schutz.

## Technische Daten
Die Standseilbahn hat zwei Kabinen für je 28 Passagiere (16 Sitz- und zwölf Stehplätze). Eine Kabine ist 5,64 Meter lang, hat 5050 Kilogramm Leergewicht und kann eine Nutzlast von 2240 Kilogramm befördern. Der in der nördlichen (oberen) Station befindliche Elektromotor hat eine Leistung von 28,5 kW und arbeitet mit 400 Volt Gleichstrom bei 720 Umdrehungen pro Minute. Die Standseilbahn fährt auf Schienen mit einer Spurweite von 1200 Millimetern, die nur 66 Meter lang sind, aber eine Höhendifferenz von 30,5 Metern überwinden und somit eine Neigung von 52 Prozent aufweisen. Die Zagreber Standseilbahn ist eine der kürzesten und steilsten der Welt. Sie verkehrt mit einer Geschwindigkeit von 1,5 m/s (5,4 km/h) und benötigt 55 Sekunden für die Strecke von der Unter- zur Oberstadt.